# PPL
PPL CZ s.r.o. (zkráceně PPL, též PPL Professional Parcel Logistic) je původně česká firma zabývající se expresní balíkovou a kurýrní přepravou, dále přepravou palet firem a jednotlivců. Vznikla v roce 1995 jako svazek sedmi regionálních dopravců. V roce 2004 došlo k restrukturalizaci, tím vznikla jedna velká firma s odštěpnými závody. O dva roky později jeden ze zakladatelů koupil podíly spoluvlastníků a prodal firmu německé společnosti DHL, divizi Deutsche Post.
Firma průběžně roste. Zatímco v roce 2004 společnost dopravila 7,5 milionů zásilek, v roce 2015 to již bylo 23 milionů a tržby činily 2,37 miliardy korun. Firma zaměstnává necelých 800 zaměstnanců a s 1200 dopravci spolupracuje externě. Centrální překladiště se nachází v Jažlovicích u Prahy, dále má balíková a paletová depa ve všech částech republiky. V září 2016 spolupracovala s více než 1200 partnery, kteří ve svých provozovnách vydávají a přijímají její balíky (tzv. PPL ParcelShopy).
Vedle již zmíněné balíkové přepravy v segmentech B2B (firmy firmám) a B2C (od firem k lidem), nabízí služby přepravy větších zásilek nazvaných Soukromá a Firemní paleta. K těm nabízí doplňkové služby odnosu do patra, odběru starého elektrozařízení, a pro firmy zpětného navrácení dokumentů. Zásilky jsou dodávány od pondělí do soboty přes den a večer na adresu odběratele. Je možné je vyzvednout i u smluvních partnerů v ParcelShopech.
PPL je v segmentu B2C v různých průzkumech zařazována na druhé místo po České poště, jak co se týče objemu přepravovaných zásilek, tak popularity mezi zákazníky. Většina jejích zásilek je doručena následující den po odeslání a má i vysoké procento doručení. Dobírku umožňuje zaplatit platební kartou.
V souvislosti s postupnou liberalizací trhu, která v ČR probíhá postupně již od přelomu tisíciletí, podala PPL na stát žalobu poté, co ji Český telekomunikační úřad nutil k registraci k platbám do kompenzačního fondu. Ten má pokrývat ztráty České pošty. Řízení stále probíhá.[kdy?] Mezitím[kdy?] česká vláda ustoupila a hledá jiné řešení.

## Historie firmy

### Počátky
Společnost PPL vznikla v roce 1995, jako svazek sedmi krajských dopravců pod názvem PPL-Professional Parcel Logistic s.r.o. Členové tohoto svazku byli PPL NATIONALE Ostrava s.r.o. (vlastněná UNISPED INTERNATIONALE Ostrava), PPL BRNO s.r.o. (TRADO), PPL Most s.r.o. (L A M E D), PPL České Budějovice s.r.o. (ČSAD České Budějovice), PPL Hradec Králové s.r.o. (Radiálka Hradec Králové), PPL Tachov s.r.o. (CM TRANSPORT Tachov) a PPL Praha s.r.o. (Rakušané Alfred a Wolfgang Schneckenreither) Padesátiprocentní podíl v každé z firem pak drželi Alfred a Wolfgang Schneckenreither, respektive jejich společnost Schneckenreither International GmbH, kteří byli držitelé ochranné známky PPL Professional Parcel Logistic. Od svého počátku se firma věnovala přepravě balíků v segmentu B2B, tedy od firem k firmám či subjektům se stálou pracovní dobou.

### PPLCZ
V roce 1999 byla zapsána do obchodního rejstříku u Krajského soudu v Českých Budějovicích nová firma pod názvem PPL Jižní Čechy s.r.o. V roce 2004, kdy společnost dopravila 7,5 milionu zásilek, začala její transformace a v následném roce se změnil obchodní název na PPL CZ s.r.o. Fúzovaly do ní jednotlivé zakládající společnosti s tím, že v jednotlivých regionech vznikly odštěpné závody.

### Prodej firmě DeutschePost
Podíly společníků skoupil Ing. Pavel Horák, jednatel UNISPEDu, a v roce 2006 prodal PPL německé firmě DHL, divizi německé pošty Deutsche Post. Pavel Horák zůstal ve firmě jako její generální ředitel. Zájemců o koupi bylo původně více, o PPL se ucházela například i rakouská pošta Österreichische Post. S fúzí PPL a DHL začala DHL utlumovat svoji činnost na území České republiky. V roce 2007 začala PPL jako první soukromá firma doručovat balíky i na soukromé adresy. Tato služba se uplatnila především v oblasti elektronického obchodování, tedy v doručování balíků z e-shopů k zákazníkům.
V dubnu roku 2016 byl pak po dlouhých letech vyměněn ředitel společnosti. Pavla Horáka nahradil Ing. Petr Chvátal. Od 1. března 2019 se stal generálním ředitelem Petr Horák.

## Údaje ofirmě

### Velikost a struktura firmy

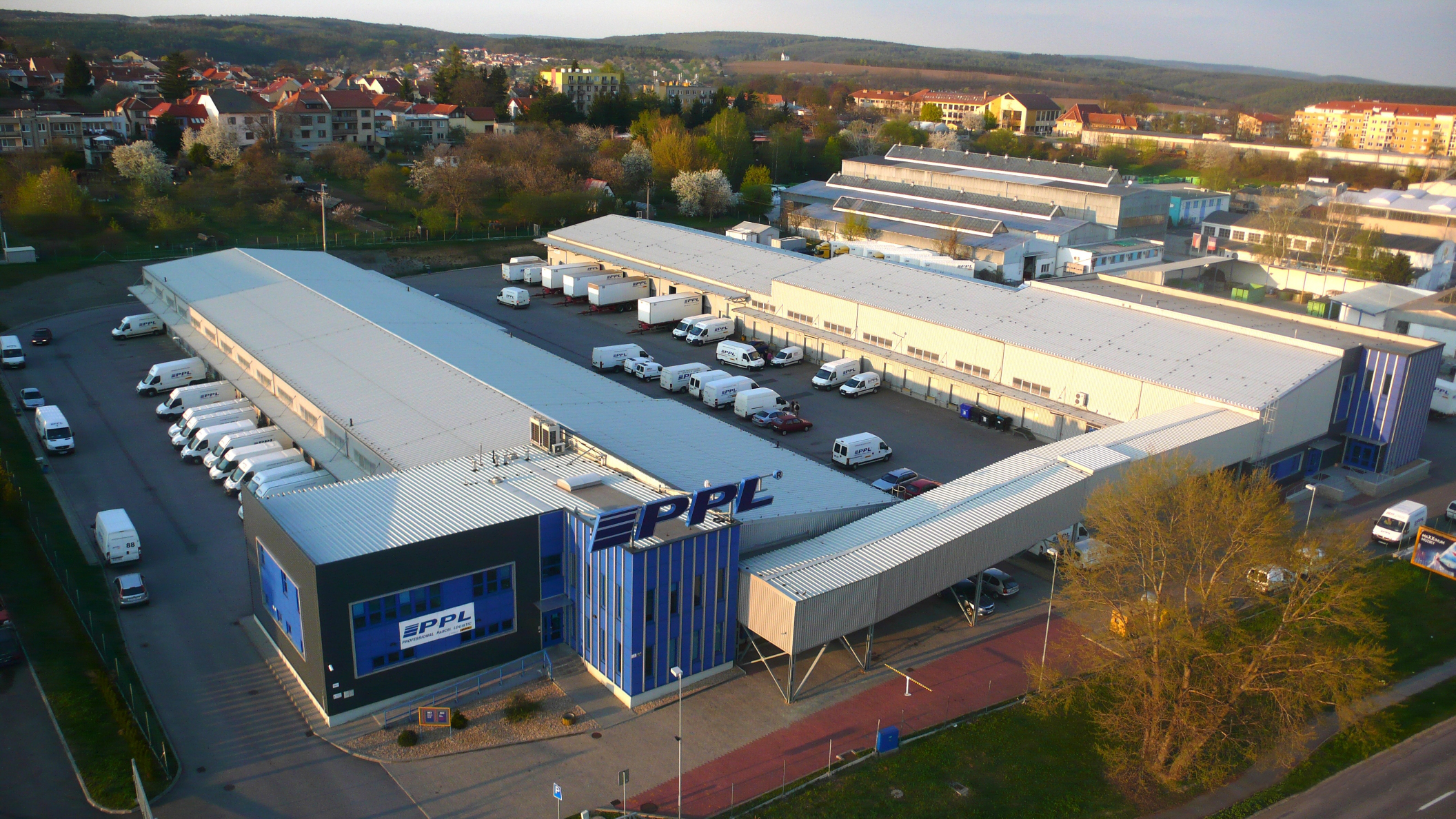
Balíkové depo 06 v Brně ze vzduchu

V roce 2015 měla společnost necelých 800 zaměstnanců, dalších asi 1200 spolupracuje externě, nejčastěji na pozici řidič. Tržby téhož roku činily 2,37 miliardy korun, zisk před zdaněním byl 178 milionů, po zdanění 146 milionů korun. Společnost přepravila 23 milionů zásilek.
PPL byla v roce 2016 druhým nejvyužívanějším přepravcem balíků z e-shopů k zákazníkovi po České poště a zároveň též druhou nejoblíbenější firmou na trhu balíkové přepravy.
Původně měla každá ze sedmi společností svoje regionální depo. Po zvýšení počtu zásilek z desítek tisíc na miliony ročně se infrastruktura měnila, v roce 2015 PPL uváděla 24 regionálních dep s centrálním překladištěm balíků v Jažlovicích, a k září 2016 udávala 1200 výdejních míst PPL ParcelShop. Centrální překladiště je vybaveno moderní automatickou třídicí linkou. Balíková a paletová depa se nacházejí v Brně, Českých Budějovicích, Hradci Králové, Liberci, Olomouci, Ostravě, Plzni, Praze, Teplicích a Zlíně; v Humpolci je pouze balíkové depo.

### Produkty a služby

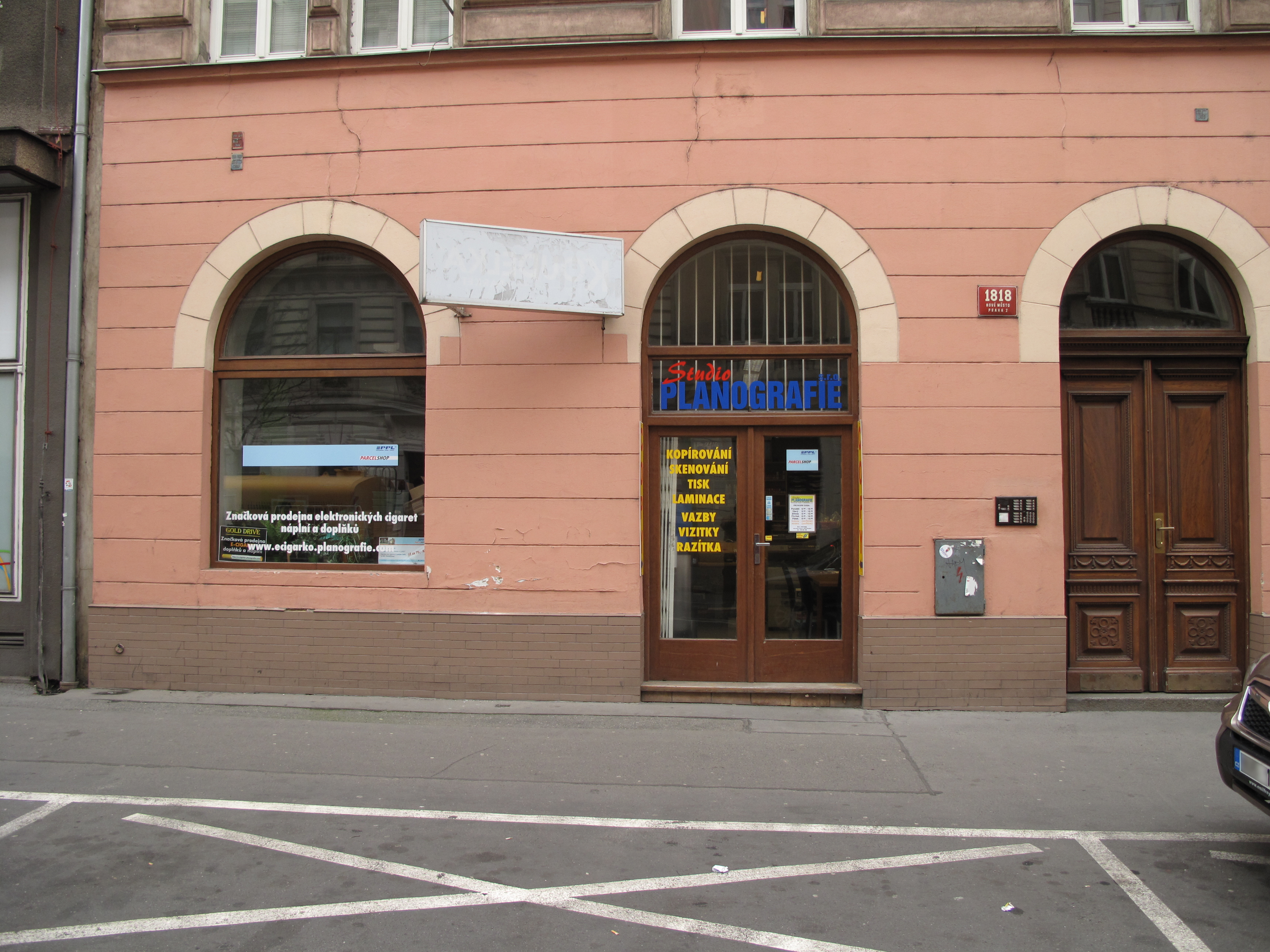
Příklad PPL ParcelShopu, ulice Rumunská, Praha

V současnosti PPL nabízí balíkovou a paletovou přepravu od firem k firmám a lidem. Nejstarší je služba přepravy balíků od firem k firmám či subjektům s pravidelnou pracovní dobou. Ta je zajišťována od samého počátku. K té v roce 2007 přibyla služba přepravy balíků k lidem. Následně v druhé dekádě druhého tisíciletí firma začala převážet i palety nad 50 kilogramů. V roce 2011 nejprve jen mezi firmami, od roku 2013 pak také od firem k lidem. Obě tyto služby, tedy Firemní paleta a Soukromá paleta se souhrnně nazývají PPL Sprint. Od 1. května 2019 dojde k převodu vnitrostátního paletového systému z PPL CZ do divize mateřské DHL „DHL Freight“.
Doplňkovými službami k výše uvedeným jsou Dokumenty zpět (dokumenty, jsou po potvrzení příjemcem zaslány zpět zasílateli), Výnos do patra a Zpětný odběr elektrozařízení.
Další službou je služba správy balíků nazvaná Connect. Pro vnitrostátní přepravu a přepravu ve vybraných zemích zahrnuje sledování balíků, automatické vyzvedávání a pojištění proti ztrátě či poškození.
Od roku 2013 je též nabízen příjem balíků do 30 kg na tzv. PPL ParcelShopech (služba PPL Partner). Jedná se o výdejní a podací místo PPL specifických parametrů, tedy prodejna či provozovna partnera. Těch bylo v roce 2019 přes 1500.

## Pozice na trhu

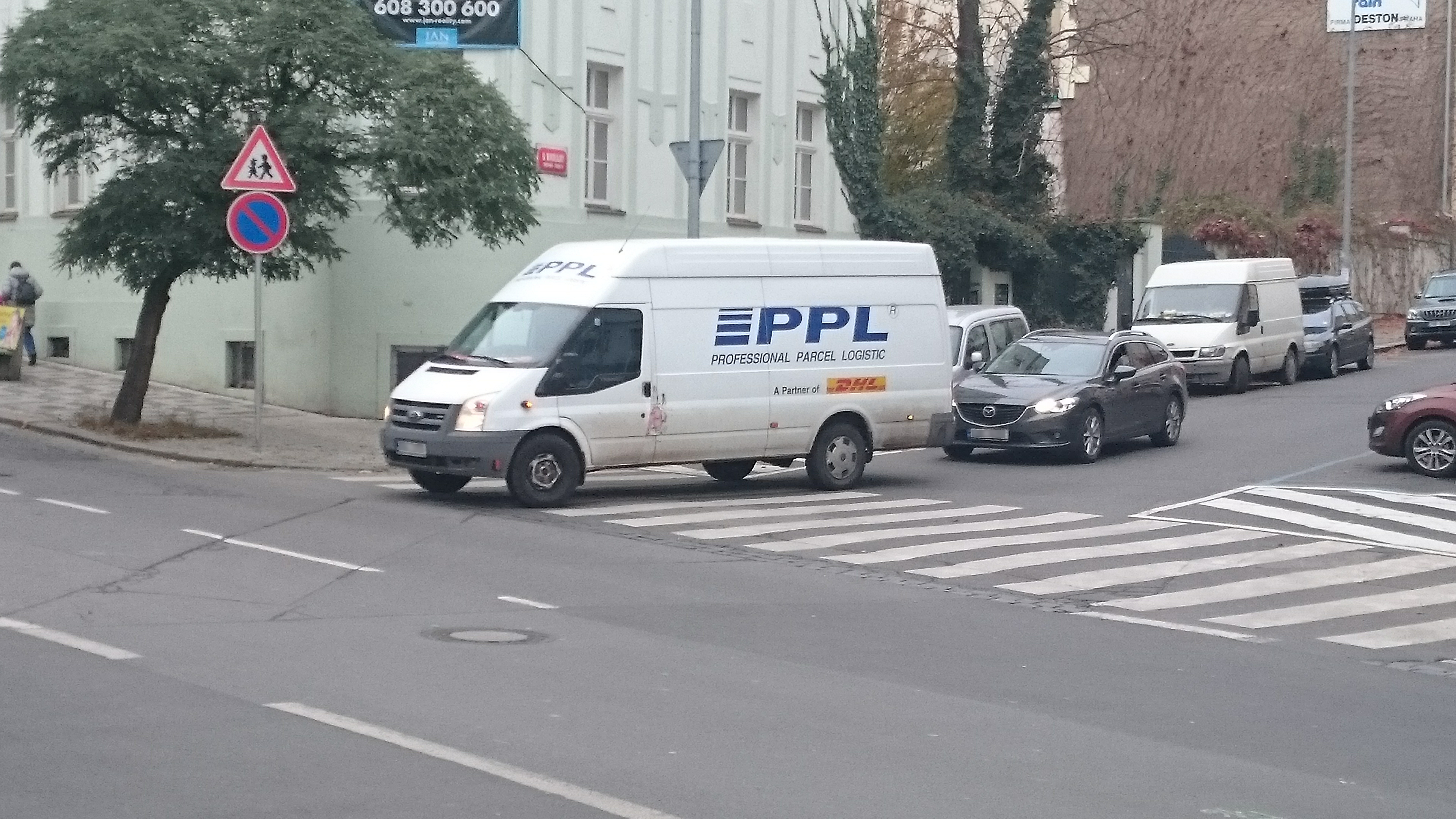
Dodávkový vůz PPL v Praze na Smíchově

V segmentu balíkové a paletové přepravy působí na trhu více firem, včetně státní České pošty, které svými službami konkurují PPL.

### Podíl na trhu vdopravě pro e-shopy
V roce 2015 využívalo pro nákupy v e-shopech služeb České pošty 42 % zákazníků, PPL 16 %, DPD 10 %; osobní převzetí (u prodejce nebo na odběrném místě) pak preferovalo 8 % zákazníků. PPL si druhé místo v segmentu B2C udržuje již několik let. V letech 2013–2014 ji doháněly především společnosti DPD, Geis a GLS, mírně však rostla i Česká pošta. Roste též počet objednávek v e-shopech. Zároveň z průzkumu provedeného cenovým srovnávačem heureka.cz v roce 2014 vyplynulo, že PPL byla nejznámějším přepravcem zásilek z e-shopů. Spontánně si tuto společnost vybavilo 55 % respondentů. Na druhém místě skončila Česká pošta (30 %), dále DPD (5 %), DHL (3 %) či Geis (1 %).
PPL (od roku 2010) a DHL umožňují zaplatit dobírku platební kartou.

### Přepravní doby
Z porovnání provedeného v roce 2014 vyplynulo, že PPL měla, na rozdíl od České pošty či GLS, pouze orientační dodací dobu. Jiné srovnání prováděl v roce 2014 balíkobot.cz. Jeho výzkum ukázal, že PPL nedoručila zákazníkovi při prvním pokusu o doručení jen 2 % balíků. Podobně na tom byli další balíkoví přepravci. U České pošty to naopak bylo 25 % balíků. Z výzkumu dále vyplynulo, že většina, tedy 54 % zásilek, byla doručena následující den po odeslání. Zatímco PPL doručila následující den po odeslání 80 % zásilek, u České pošty to bylo jen 57 %; u společností s odběrným místem (vyjma pošty a PPL) byl odběr rovnoměrně rozložen do 5 dnů po odeslání. V roce 2016 nabízela společnost PPL doručení v Praze v den podání. Zásilky doručuje přes den, večer a v sobotu.

## Spor se státem

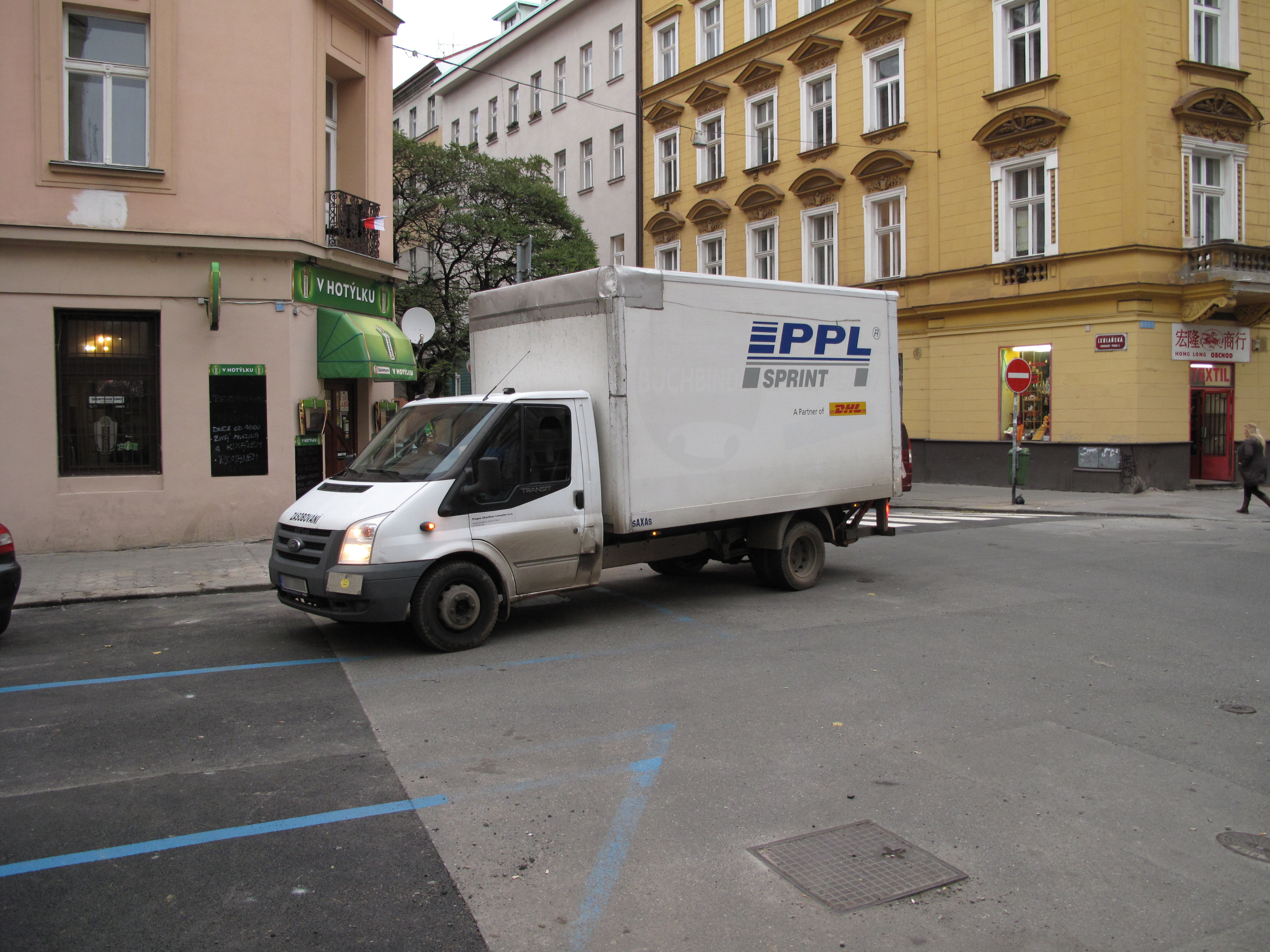
Nákladní auto PPL

V roce 2013 začala platit novela Poštovního zákona, která zcela liberalizovala trh listovních služeb. Novelou byli postiženi i balíkoví přepravci včetně PPL, kteří by měli podle Českého telekomunikačního úřadu (ČTÚ) přispívat do kompenzačního fondu, který hradí ztráty České pošty. PPL, stejně jako další balíkoví přepravci, podala na ČTÚ žaloby a jejich spojenci lobbovali u Evropské komise. Vláda na podzim 2016 ustoupila a hledá se řešení; již dříve, na podzim 2015, byl pozměněn poštovní zákon, který stanovil pro roky 2015–2017 maximální výši ztrát, které České poště uhradí stát. Ke konci roku 2016 tak zbývalo dořešit úhrady za roky 2013 a 2014.